# Gears of War 3
Gears of War 3 är ett skjutspel ur tredjepersonsskjutargenren från 2011 till Xbox 360. Spelet är utvecklat av Epic Games, och gavs ut av Microsoft Game Studios. Spelet, som är det tredje i Gears of War-serien, släpptes den 20 september 2011 i hela världen utom Japan, där det släpptes två dagar senare.

## Handling
Handlingen i Gears of War 3 utspelar sig några år efter slutet av Gears of War 2. Marcus Fenix får i början reda på att hans far Adam Fenix fortfarande lever. Adam Fenix säger sig ha ett botemedel mot the Lambent, som är individer som blivit infekterade av "Imulsion", som användes som bränsle för fordon på Sera. Spelet cirkulerar sedan kring hur Marcus och hans kompanjoner försöker leta reda på Adam Fenix för att hjälpa honom att sprida detta botemedel och rädda båda sig själva och resten av världen från att "Imulsion" kommer att nå ett kritiskt läge i livscykeln och utplåna allt liv.

## Röstskådespelare
- John DiMaggio - Marcus Fenix / Minion
- Carlos Ferro - Dominic "Dom" Santiago / Trescu
- Lester Speight - Augustus "Cole Train" Cole
- Fred Tatasciore - Damon Baird / Locust Drone / Locust Boomer / Thrashball Player #1
- Nan McNamara - Anya Stroud / Warehouse Woman #1 / Escaping Stranded Woman
- Michael Gough - Clayton Carmine / Anthony Carmine / Benjamin Carmine
- Peter Renaday - Adam Fenix / Various Stranded
- Dwight Schultz - Chairman Prescott / Old Man / Ash Man
- Carolyn Seymour - Myrrah
- Michael B. Jordan - Jace Stratton
- Ice-T - Griffin
- Claudia Black - Sam Byrne
- Peter Jason - Dizzy / Captain Michaelson
- Robin Atkin Downes - Locust Kantus / Locust Boomer / Male Former
- Jamie Alcroft - Victor Hoffman
- Tess Masters - Bernie / Various Stranded
- Gideon Emery - Stranded Crew #1 / Thrashball Fan #1
- Peter Jessop - Stranded Crew #2
- Yuri Lowenthal - Stranded Crew #3 / KR-70 Pilot / Balcony Man / Door Gunner
- Keith Ferguson - Stranded Crew #4
- Neil Kaplan - Stranded Crew #7
- Jennifer Hale - Stranded Crew #8 / Warehouse Stranded Leader / Faraday / Azura Voice
- Chris Edgerly - Sailor #1 / Stranded Guard
- Brian Bloom - Pilot / Guard / Drone / Boomer
- Courtenay Taylor - Female Former / Various Stranded
- Greg Grunberg - KR-01 Pilot

## Multiplayer
Gears of War 3 har ett multiplayerläge där man kan spela upp till tio personer på Xbox Live. Det finns multiplayer-lägen både där man spelar mot varandra och där man samarbetar.
I den tävlingsinriktade delen finns det ett flertal spelsätt, som till exempel Warzone som går ut på att döda alla i andra laget och King of the hill som går ut på att försöka hålla kontroll över ett område på banan.
Ett av samarbetslägena är Horde, som även fanns i Gears of War. Där spelar upp till fem personer tillsammans som människor och försöker överleva "waves" av AI-styrda fiender. Nytt för del tre i serien är att var tionde "wave" består av en så kallad boss, en starkare fiende som kräver speciella taktiker för att döda. Dessutom kan man i trean köpa förstärkningar till sin bas, så att det blir lättare att försvara sig.
Ett nytt samarbetsläge för Gears of War 3 är Beast Mode. I Beast Mode spelar man som Locust (människornas fiende) och ska döda människor. Man kan spela som flera olika typer av Locust.